# Куньян
Куньян (кит. 昆阳镇, пін. Kūnyáng Zhèn) — містечко у КНР, адміністративний центр повіту Пін'ян у складі префектури Веньчжоу.

## Географія
Куньян лежить на півдні префектури, на схід від гір Яньданшань.

### Клімат
Містечко знаходиться у зоні, котра характеризується вологим субтропічним кліматом. Найтепліший місяць — липень із середньою температурою 27.9 °C (82.2 °F). Найхолодніший місяць — січень, із середньою температурою 8.4 °С (47.1 °F).
| Клімат Куньяна          | Клімат Куньяна | Клімат Куньяна | Клімат Куньяна | Клімат Куньяна | Клімат Куньяна | Клімат Куньяна | Клімат Куньяна | Клімат Куньяна | Клімат Куньяна | Клімат Куньяна | Клімат Куньяна | Клімат Куньяна | Клімат Куньяна |
| Показник                | Січ.           | Лют.           | Бер.           | Квіт.          | Трав.          | Черв.          | Лип.           | Серп.          | Вер.           | Жовт.          | Лист.          | Груд.          | Рік            |
| Середня температура, °C | 8,4            | 8,6            | 11,4           | 16,3           | 20,7           | 24,2           | 27,9           | 27,9           | 25,1           | 20,8           | 16             | 10,9           | 18,2           |
| Норма опадів, мм        | 53.7           | 79.7           | 122.9          | 151.6          | 202.8          | 213.1          | 130.2          | 213.6          | 206.4          | 86             | 63.6           | 40.1           | 1563.7         |
| Днів з опадами          | 14,4           | 16,1           | 19,5           | 19,2           | 20             | 18,6           | 13,6           | 15,2           | 13,4           | 11,6           | 12             | 12,6           | 186,2          |
| Вологість повітря, %    | 75             | 79.6           | 82.2           | 83.5           | 84.7           | 87.3           | 83.3           | 81.5           | 81             | 77.5           | 74.7           | 73.3           | 80.3           |
| ----------------------- | -------------- | -------------- | -------------- | -------------- | -------------- | -------------- | -------------- | -------------- | -------------- | -------------- | -------------- | -------------- | -------------- |
| Джерело: Weatherbase    |                |                |                |                |                |                |                |                |                |                |                |                |                |